# Marc Polmans
Marc Polmans (* 2. Mai 1997 in Amanzimtoti, Südafrika) ist ein australischer Tennisspieler.

## Karriere
Auf der Junior Tour, auf der Polmans bis Mitte 2015 spielte, konnte er schon Erfolge vorweisen. So gewann er bei den Australian Open 2015 in der Doppelkonkurrenz mit seinem Partner Jake Delaney. In der Junior-Weltrangliste war der 28. Rang Anfang 2015 auch seine Höchstposition.
Seit 2012 spielte der Australier auch Turniere bei den Profis. Es dauerte hier jedoch bis 2015, ehe er dort mehr als zwei Spiele am Stück gewann. 2016 schließlich gelangen ihm vier Turniergewinne bei Futures in kurzer Zeit, sodass er Ende des Jahres erstmals bei Challenger turnieren teilnehmen konnte. Hier erreichte er auch sogleich in Canberra ein Finale, das er gegen James Duckworth verlor. Insgesamt gewann er bislang 6 Futures im Einzel und 12 im Doppel. 2016 kam er außerdem in Melbourne bei den Australian Open in der Mixed-Konkurrenz an der Seite von Jessica Moore durch eine Wildcard zu seinem ersten Auftritt auf der ATP-Ebene. Sie verloren die Auftaktpartie gegen die an zwei gesetzten Bethanie Mattek-Sands und Bob Bryan mit 2:6, 1:6. Mit einer weiteren Wildcard konnte er bei den darauffolgenden Australian Open zusammen mit Andrew Whittington ins Halbfinale vordringen. Zudem spielte er 2017 bei allen Grand-Slam-Turnieren in der Qualifikation. Zweimal stand er in einem ATP-Hauptfeld und einmal erreichte er ein Challenger-Halbfinale, sodass er im Juni mit Rang 175 seine bisherige Bestplatzierung erreichte, diese aber bis zum Ende des Jahres nicht mehr halten konnte. Im Doppel stand er mit Rang 68 durch das Halbfinale in Melbourne bereits in den Top 100 und beendete hier das Jahr auf Rang 70.
Im Februar 2018 gelang Polmans sein erster Turniersieg bei einem Challenger. In Launceston besiegte er seinen Landsmann Bradley Mousley.

## Erfolge
| Legende (Anzahl der Siege)  |
| Grand Slam                  |
| ATP World Tour Finals       |
| ATP World Tour Masters 1000 |
| ATP World Tour 500          |
| ATP World Tour 250          |
| ATP Challenger Tour (11)    |

### Einzel

#### Turniersiege
| Nr. | Datum            | Turnier      | Belag     | Finalgegner      | Ergebnis       |
| --- | ---------------- | ------------ | --------- | ---------------- | -------------- |
| 1.  | 11. Februar 2018 | Launceston   | Hartplatz | Bradley Mousley  | 6:2, 6:2       |
| 2.  | 24. März 2019    | Zhangjiagang | Hartplatz | Lorenzo Giustino | 6:4, 4:6, 7:64 |
| 3.  | 27. Oktober 2019 | Traralgon    | Hartplatz | Andrew Harris    | 7:5, 6:3       |

### Doppel

#### Turniersiege
| Nr. | Datum            | Turnier    | Belag     | Partner            | Finalgegner                      | Ergebnis           |
| --- | ---------------- | ---------- | --------- | ------------------ | -------------------------------- | ------------------ |
| 1.  | 27. Oktober 2018 | Traralgon  | Hartplatz | Jeremy Beale       | Max Purcell Luke Saville         | 6:2, 6:4           |
| 2.  | 20. Juli 2019    | Gatineau   | Hartplatz | Alex Lawson        | Hans Hach Verdugo Dennis Novikov | 6:4, 3:6, [10:7]   |
| 3.  | 20. Oktober 2019 | Ningbo     | Hartplatz | Andrew Harris      | Alex Bolt Matt Reid              | 6:0, 6:1           |
| 4.  | 1. Mai 2021      | Ostrava    | Sand      | Serhij Stachowskyj | Andrew Paulson Patrik Rikl       | 7:64, 3:6, [10:7]  |
| 5.  | 8. Mai 2021      | Prag       | Sand      | Serhij Stachowskyj | Ivan Sabanov Matej Sabanov       | 6:3, 6:4           |
| 6.  | 19. Juni 2021    | Nottingham | Rasen     | Matt Reid          | Benjamin Bonzi Antoine Hoang     | 6:4, 4:6, [10:8]   |
| 7.  | 23. Oktober 2022 | Busan      | Hartplatz | Max Purcell        | Nam Ji-sung Song Min-kyu         | 6:75, 6:2, [12:10] |
| 8.  | 4. Februar 2023  | Burnie     | Hartplatz | Max Purcell        | Luke Saville Tristan Schoolkate  | 7:64, 6:4          |

## Abschneiden bei Grand-Slam-Turnieren

### Doppel
| Turnier         | 2017 | 2018 | 2019 | 2020 | 2021 | 2022 | 2023 | 2024 | 2025 | Karriere |
| --------------- | ---- | ---- | ---- | ---- | ---- | ---- | ---- | ---- | ---- | -------- |
| Australian Open | HF   | 1    | 1    | VF   | AF   | 1    | 2    | 1    | 2    | HF       |
| French Open     | —    | —    | —    | —    | —    | —    | —    | —    | —    | —        |
| Wimbledon       | 1    | —    | —    |      | —    | —    | —    | —    | —    | 1        |
| US Open         | 1    | —    | —    | —    | 1    | —    | —    | —    |      | 1        |

Zeichenerklärung: S = Turniersieg; F, HF, VF, AF = Einzug ins Finale / Halbfinale / Viertelfinale / Achtelfinale; 1, 2, 3 = Ausscheiden in der 1. / 2. / 3. Hauptrunde; Q1, Q2, Q3 = Ausscheiden in der 1. / 2. / 3. Qualifikationsrunde; nicht ausgetragen